# Correlación electrónica
La correlación electrónica, en mecánica cuántica, se refiere a la interacción entre electrones en un sistema cuántico. El término correlación se toma de la estadística, y significa que dos funciones de distribución f(x) y g(y) no son independientes entre sí. En el caso de dos electrones, si definimos ρ(ra,rb) como la probabilidad conjunta de encontrar al electrón a en ra y al electrón b en rb, se dice que existe correlación entre ellos si
{\displaystyle \rho (\mathbf {r} _{a},\mathbf {r} _{b})\neq \rho (\mathbf {r} _{a})\rho (\mathbf {r} _{b})}
esto es, si la probabilidad conjunta no es igual al producto de las probabilidades individuales.

La energía de correlación separa el límite Hartree-Fock de la solución exacta de la ecuación de ondas de Schrödinger no relativística.

Dentro del método Hartree-Fock de la química cuántica, la función de onda antisimétrica que describe a un conjunto de electrones se aproxima por un solo determinante de Slater. Las funciones de onda exactas, sin embargo, en general no pueden ser representadas como determinantes únicos. La descripción monodeterminantal no tiene en cuenta la correlación entre electrones de espín opuesto, lo que lleva a una energía electrónica superior a la solución exacta de la ecuación de Schrödinger no-relativista dentro de la aproximación de Born-Oppenheimer. Así pues, el límite Hartree-Fock (la menor energía que puede obtenerse con este método) está siempre por encima de esta energía. Löwdin acuñó el término energía de correlación para esta diferencia. (La energía más baja y más exacta se encontraría al superar la aproximación de Born-Oppenheimer, y además incluir correcciones relativistas).
En realidad, una parte de la correlación electrónica sí se considera dentro del método Hartree-Fock: el canje electrónico describe la correlación entre electrones con espines paralelos. Esto, que evita que dos electrones con espines paralelos se encuentren en la misma región del espacio, recibe con frecuencia el nombre de correlación de Fermi o hueco de Fermi.
- Datos: Q2733663